# Tobias Lund Andresen
Tobias Lund Andresen, né le 20 août 2002 à Taastrup, est un coureur cycliste danois, spécialiste du sprint.

## Biographie
Tobias Lund Andresen naît et grandit à Taastrup. Il commence le cyclisme à l'âge de six ans et participe à des courses dès ses neuf ans. En 2013, il est au départ de la course par étapes de la Coupe Marcello Bergamo dans le Jutland central où il représente le CK Fix Rødovre. En 2017 et 2018, il est double  champion du Danemark de cyclo-cross cadets. Avec son coéquipier Kasper Andersen, il s'impose sur piste lors de l'édition juniors des Six Jours de Copenhague en février 2018.
En avril 2019, il termine deuxième du Tour des Flandres juniors, puis remporte le Grand Prix E3 juniors en solitaire,. La même année, il est champion du Danemark de poursuite par équipes chez les élites, avec ses coéquipiers Frederik Wandahl, Victor Fuhrmann Desimpelaere et William Blume Levy. Lors de sa deuxième année chez les juniors en 2020, il devient champion d'Europe de course à l'américaine juniors avec Kasper Andersen. Sur route, il s'illustre en obtenant pas moins de huit victoires en quatorze jours de course. Il est champion du Danemark juniors à Middelfart, puis remporte toutes les étapes et le classement général de la Visegrad 4 Juniors, manche de la Coupe des Nations juniors. Dans la foulée, il gagne deux étapes au Grand Prix Rüebliland.
Grâce à ses bons résultats, il signe en 2021 un contrat de deux ans avec l'équipe de développement de la formation WorldTour Team DSM. Dès sa première année, il remporte son premier succès sur l'UCI Europe Tour lors de la dernière étape du Tour de Bretagne. En 2022, il se classe notamment deuxième d'une étape du Flanders Tomorrow Tour et neuvième de Paris-Tours espoirs. 
Après deux ans dans l'équipe de développement, Andresen est promu dans l'équipe World Tour DSM pour la saison 2023 en tant que sprinteur. En 2023, il termine deuxième du Tour de Drenthe et de la Brussels Cycling Classic. Lors du Tour de Norvège et du Tour de Croatie, il termine à chaque fois deuxième de deux étapes et porte même le maillot de leader du classement général pendant un jour en Croatie.
En 2024, il gagne trois sprints massifs au Tour de Turquie, s'assurant ainsi le classement par points de la course. Il participe ensuite à son premier grand tour lors du Tour d'Italie, où il termine cinquième d'une étape. Au Tour du Danemark, il remporte à domicile le classement par points et trois étapes. Il termine sa saison au Tour de Croatie, où il gagne une étape, mais manque de huit secondes la victoire au classement général, derrière Brandon McNulty. En 2025, il lance sa saison en Australie et remporte la  Surf Coast Classic lors d'un sprint massif.

## Palmarès sur route

### Amateur
- 2019

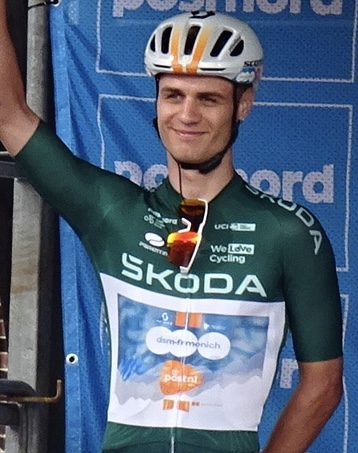
Lund Tobias Andresen lors du Tour du Danemark 2024.

  -  Champion du Danemark du contre-la-montre par équipes juniors[9]
  - Grand Prix E3 juniors
  - 2e du Tour des Flandres juniors
- 2020
  -  Champion du Danemark sur route juniors
  - 2e et 4e étapes du Tour te Fjells juniors
  - Visegrad 4 Juniors :
    - Classement général
    - 1re, 2ea (contre-la-montre), 2eb et 3e étapes

  - 2ea et 3e étapes du Grand Prix Rüebliland
  - 3e du Tour te Fjells juniors

### Professionnel
- 2021
  - 7e étape du Tour de Bretagne
- 2023
  - 2e du Tour de Drenthe
  - 2e de la Brussels Cycling Classic
- 2024
  - 4e, 5e et 7e étapes du Tour de Turquie
  - 1re (contre-la-montre par équipes), 3e et 5e étapes du Tour du Danemark
  - 4e étape du Tour de Croatie
  - 2e du Tour de Croatie
- 2025
  - Surf Coast Classic
  - 2e de la Flèche de Heist
  - 5e du Copenhagen Sprint

### Résultats sur les grands tours

#### Tour de France
1 participation 
- 2025 : 96e

#### Tour d'Italie
1 participation
- 2024 : 140e

### Classements mondiaux
| Année                                 | 2021  | 2022  | 2023 | 2024 |
| ------------------------------------- | ----- | ----- | ---- | ---- |
| Classement mondial                    | 1588e | 1569e | 278e | 225e |
| UCI Europe Tour                       | 1118e | 1052e | nc   | nc   |
|                                       |       |       |      |      |
| Légende : nc = non classéSource : UCI |       |       |      |      |

## Palmarès sur piste

### Championnats d'Europe
| Édition / Épreuve                 | Américaine         |
| Fiorenzuola d'Arda 2020 (juniors) | Or (avec Andersen) |

### Championnats nationaux
- 2019
  -  Champion du Danemark de poursuite par équipes (avec Frederik Wandahl, Victor Desimpelaere et William Blume Levy)

### Autres courses
- 2018
  - Six Jours de Copenhague juniors (avec Kasper Andersen)

## Palmarès en cyclo-cross
- 2016-2017
  -  Champion du Danemark de cyclo-cross cadets
- 2017-2018
  -  Champion du Danemark de cyclo-cross cadets